# Selenops marcanoi
Espèce
Selenops marcanoi est une espèce d'araignées aranéomorphes de la famille des Selenopidae.

## Distribution
Cette espèce est endémique de République dominicaine,. Elle se rencontre dans les provinces de Pedernales et de Barahona.

## Description
Le mâle décrit par Crews en 2011 mesure 6,75 mm et la femelle 8,00 mm.

## Étymologie
Cette espèce est nommée en l'honneur d'Eugenio de Jesus Marcano Fondeur.

## Publication originale
- Alayón, 1992 : La familia Selenopidae (Arachnida: Araneae) en República Dominicana. Poeyana, vol. 419, p. 1-10.